# Wafelijzerpolitiek
Wafelijzerpolitiek («Política de waflera») es un concepto en la política belga. Este término normalmente se usa con una connotación negativa en Bélgica.

## Explicación
La Wafelijzerpolitiek era un método para hacer el presupuesto en Bélgica hasta alrededor de 1988 con el cual se asignaban los fondos para proyectos importantes en Flandes y Valonia, las dos partes del país. Para evitar que uno de los dos grupos (flamencos y  valones) se sintiera perjudicado el dinero de proyectos públicos se dividía en la proporción 50-50. Si un dinero se ponía a disposición para un proyecto valón, había que gastar el mismo importe para un proyecto parecido en Flandes y viceversa.
Por esta política una de las regiones muchas veces recibió más de lo que realmente necesitaba. Por lo tanto, la wafelijzerpolitiek es para muchos una de las causas de la gran deuda pública de Bélgica (97% del Producto interno bruto, en comparación los Países Bajos tienen una deuda pública de 61% del PIB) y la falta de inversiones públicas necesarias, porque este dinero faltaba en otros lugares más urgentes.

## La situación actual en Bélgica
Desde la tercera reforma del estado en 1988, las provincias son responsables de sus gastos y la wafelijzerpolitiek ha desaparecido en su mayor parte. Sin embargo, para los casos que competen al gobierno federal (por ejemplo el tren), todavía se usa esta política. Las inversiones en los trenes belgas se dividen en una proporción de 60 a 40 (60% en Flandes - 40% en Valonia). 
La Wafelijzerpolitiek es para muchos también una explicación de los «Grands travaux inutiles» (Grandes trabajos inútiles) en Bélgica. Por ejemplo, Valonia recibió dinero para construir un canal innecesario con un elevador de barcos, porque Flandes había recibido también la financiación necesaria para hacer una ampliación de su puerto de Brujas-Zeebrugge.
Otro ejemplo famoso es la compra de 100 tranvías en la factoría BN en Brujas. 50 de ellos fueran designados para Charleroi (Valonia) y 50 para el tranvía en la costa flamenca. Sin embargo, para lograr un horario regular en el verano solo se necesitaban 30 tranvías en la costa flamenca, y para Charleroi 15 eran suficientes.
En el otoño de 2008 este proceso se discutió de nuevo en el Consejo Ministerial cuando se asignaron fondos públicos para el banco KBC. Los francoparlantes, en especial el Partido Socialista de Valonia, exigieron una indemnización para la fábrica valona de aviones SONACA a cambio de la aportación de capital de 3,5 millones de euros a la empresa denominada flamenca KBC.
La Universidad de Hasselt es otro ejemplo de este fenómeno. Cuando la ciudad de Mons (Valonia) obtuvo el permiso para fundar una universidad, el gobernador de la provincia Limburgo en Flandes Steve Stevaert exigió que su provincia recibiera lo mismo.